# Cyclosorus crinipes
Cyclosorus crinipes là một loài thực vật có mạch trong họ Thelypteridaceae. Loài này được (Hook.) Ching mô tả khoa học đầu tiên năm 1938.